# Přestřelka v Miami

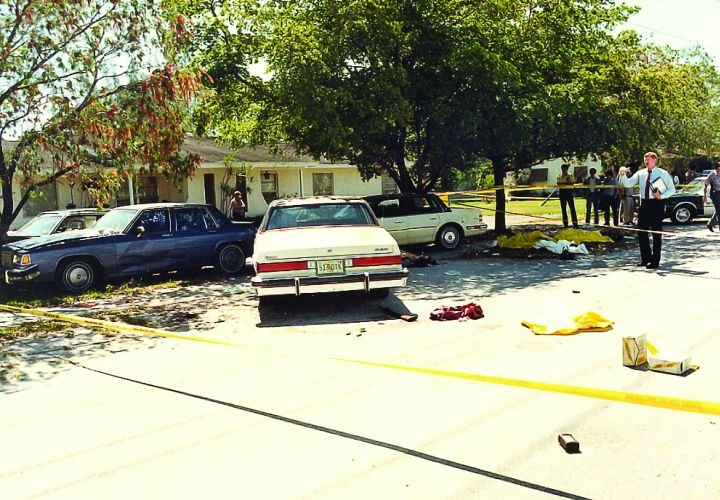
Fotografie místa přestřelky.

Přestřelka FBI roku 1986 v Miami se odehrála 11. dubna toho roku na tehdejším miamském předměstí Pinecrest, mezi osmi agenty FBI a ozbrojenými bankovními lupiči a vrahy Williamem Matixem a Michaelem Plattem. Zadržení podezřelých, kdy měli federální agenti přesilu 4:1 a další kolegy v okolí, se změnilo ve fiasko, které stálo život nejen oba zločince, ale i dva z federálních agentů a pět agentů bylo vážně zraněno. Přestřelka se stala jednou z nejznámějších v americké historii a významně ovlivnila výcvik a práci FBI a dalších bezpečnostních složek v USA i mimo ně. Matix s Plattem obdrželi dohromady překvapujících 18 zásahů než padli. Jedním z hlavních důsledků bylo konečné vyřazení revolverů a munice .38 Special z výzbroje FBI a nahrazení moderními samonabíjejícími pistolemi Glock v nové ráži .40 S&W.

## Průběh

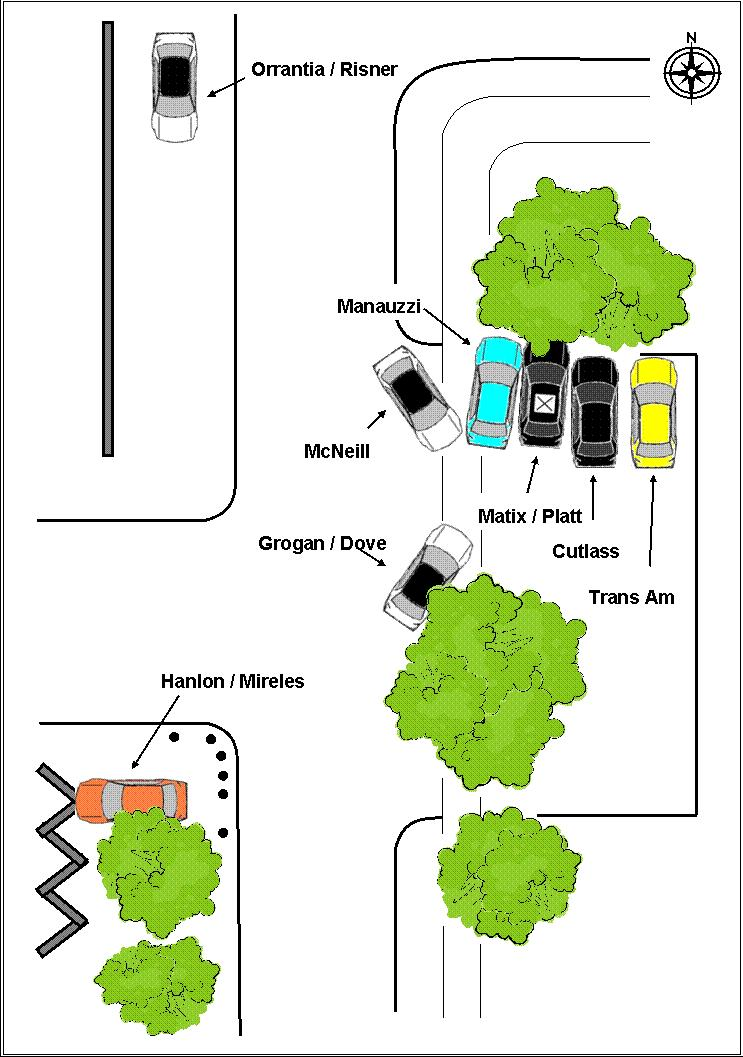
Přibližný plán střetnutí.

Rozdělení agentů v jednotlivých vozidlech bylo následující:
- Vrchní zvláštní agent Gordon McNeill (revolver S&W Model 19 .357 Magnum, brokovnice Remington 870 ve voze)
- Zvláštní agent Richard Manauzzi (revolver S&W Model 19 .38 special)
- Zvláštní agent Benjamin Grogan (pistole S&W Model 459 9 mm), společně se zvláštním agentem Jerry Dove (pistole S&W Model 459 9 mm)
- Zvláštní agent Edmundo Mireles, Jr. (revolver S&W Model 686 .357 Magnum, brokovnice Remington 870 ve voze),společně se zvláštním agentem John Hanlon (revolver S&W Model 36 .38 Special, revolver S&W Model 36 .38 special)
- Zvláštní agent Gilbert Orrantia (revolver S&W Model 13 .357 Magnum), společně se zvláštním agentem Ronald Risner (pistole S&W Model 459 9 mm, revolver S&W Model 60 .38 special)

V roce 1986 došlo ke střetu osmi agentů FBI a dvou ozbrojených zločinců v Miami na Floridě. Jednalo se o veterány vietnamské války Williama Platta a Michaela Matixe.  Platt byl ozbrojen poloautomatickou puškou Ruger Mini-14 ráže .223 Remington (5,56 NATO). Platt zranil touto zbraní tři agenty FBI, než byl sám do paže zasažen expanzní střelou ráže 9 mm Luger typu Silvertip a třebaže střela pronikla bicepsem, nedokázala už vniknout do hrudníku. Platt zůstal navzdory ošklivému zranění bojeschopný, usmrtil další dva agenty FBI, Grogana a Dova, přičemž byl sám znovu zraněn do nohy další expanzní  střelou ráže 9 mm Luger Silvertip. Potom spolu se svým komplicem  naskočili do automobilu, avšak dříve než mohli odjet, inkasoval jejich vůz čtyři zásahy z brokovnice. Oba byli těžce zraněni, dezorientovaný Platt vystoupil a napadl revolverem agenta Mirellese, který palbu opětoval svým revolverem ráže .357 Magnum. Agent Mirrelles zasáhl Platta třikrát, Matixe dvakrát. Platt ani poté nepadl a pokračoval v palbě a když vystřílel všechny náboje, několikrát stiskl spoušť svého S&W naprázdno a potom se potácel zpět k vozu pro pušku. Mireless opět vystřelil a posledním nábojem neminul a prostřelil mu zezadu hlavu. Platt byl mrtev okamžitě, Matix podlehl zraněním o něco později. 
Pět agentů FBI během přestřelky vystřílelo téměř 150 nábojů, přičemž Platt utrpěl dvanáct zásahů a Matix šest. Pitva obou neprokázala v jejich krvi přítomnost žádných omamných látek v době smrti.

## Možné problematické okolnosti
- Použité střelivo Silvertip (hollow-point) 9 mm Luger a .38 Special ráže 9 mm nemělo dostatečný zastavující účinek.
- Absence dlouhých zbraní (pouze dvě brokovnice Remington 870, jen jedna použita v přestřelce). Agenti v okolí, kteří se do přestřelky nezapojili měli ve vozech brokovnice Remington, samopaly H&K MP5 a pušky M16.
- Agent Manauzzi před kolizí odložil svůj služební revolver na sedadlo, načež o něj při kolizi přišel (zbraň vyletěla z vozu) a během přestřelky nevystřelil.
- Agent Hanlon ztratil při prvotní kolizi služební revolver S&W Model 586 .357 Magnum.
- Agent Grogan, ač trénovaný střelec, ztratil na začátku přestřelky své brýle.
- Pouze dva ze zúčastněných agentů měli na sobě neprůstřelnou vestu a to pouze lehkou, která neochrání před střelami .223 Remington pušky Ruger Mini-14, kterou použil Platt.
- Použití archaických revolverů s malou kapacitou a problematickým přebíjením v náročné situaci.

## Důsledky

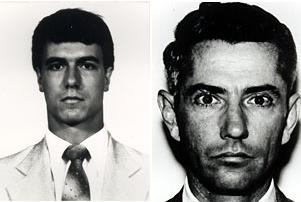
Zvláštní agenti Jerry Dove a Ben Grogan, kteří byli během přestřelky zabiti.

V důsledku této tragédie vyřadilo FBI ze své výzbroje zbylé revolvery a střelivo .38 Special. Agenti očekávající zvýšený odpor byli vybaveni samopaly H&K MP5. Následně začalo FBI pro své agenty hledat novou pistolovou munici s větším zastavovacím účinkem. Prvotní volba padla na Smith & Wesson 1076 na do té doby neznámé střelivo 10 mm Auto. Pro příliš silný zpětný ráz je toto střelivo hůře zvladatelné a proto později FBI přešlo na nový zkrácený náboj .40 S&W (10x21 mm), který se stal roku 1990 standardní municí FBI a později i většiny bezpečnostních složek napříč USA. Změny munice dále využila rakouská zbrojovka Glock, která na novou munici, na kterou neexistovala téměř žádná zbraň, proto nabídla své nové modely Glock 22 a Glock 23 v ráži .40 S&W.